# Енергоносій
Енергоносії — речовини різних агрегатних станів чи іншої форми матеріального середовища, що є джерелом енергії.
Енергоносії прийнято поділяти на відновлювані і невідновлювані. До першої групи відносять:
- — сонячну енергію;
- — енергію вітру;
- — енергію води;
  -  — енергія хвиль
- — енергія біомаси — одержується з біомаси (деревина, сміття тощо);
- — тепло морів;
- — енергію припливу;
- — тепло Землі.

До другої групи відносять:
- — кам'яне і буре вугілля;
- — торф;
- — нафту;
- — природний газ;
- — ядерне паливо.

Відновлювані джерела енергії залежать (крім тепла Землі) від сонячної енергії. Сьогодні, у зв'язку з великою амплітудою їх коливань у часі, малою просторовою густиною енергії, низьким коефіцієнтом корисної дії і великою матеріалоємністю розроблених установок, вони використовуються дуже мало. Їхня частка в енергетичному балансі різних країн складає від одного до кількох відсотків. Так, у Німеччині частка цих джерел енергії становить 2,4 %, в Україні — 5-6 %. В США частка відновлюваних джерел енергії у виробництві електроенергії становила в 1996 році 13 %, однак, згідно з прогнозом Міністерства енергетики США, 2020 року вона знизиться до 9 %.